# Escola Lingbao
L'Escola Lingbao 靈寶派, Lingbao pai, Escola de la Joia Màgica o Escola del Tresor Numinós, és un important corrent taoista que es va constituir entre l'època dels Jin orientals i els Liu-Song. El seu cànon, el Lingbaojing (靈寶經), prové d'un corpus compilat pels alquimistes a partir de material dels Han orientals, particularment els de la família Ge (Ge Xuan, Ge Hong, Ge Chaofu). El llinatge dels patriarques es remunta a Ge Xuan, però es considera a Ge Chaofu com el veritable fundador de l'escola. També és coneguda com a Escola del Mont Gezao (閣皂山) on es troba el temple principal. A partir del segle VI va esdevenir un dels dos grans corrents taoistes, al costat de l'Escola Shangqing. Més endavant, durant la Dinastia Song fou una de les «Tres Muntanyes» (符錄三山), és a dir, les tres escoles més importants del sud de la Xina. Sota els Yuan, les Tres Muntanyes s'unirien i formarien el corrent Zhengyi que estava presidit pels Mestres Celestials.

## Constitució del cànon
El cànon Lingbao es va constituir amb l'agrupació de textos alquímics, de l'Escola Shangqing, dels Mestres Celestials i també d'inspiració budista. El text principal fou L'Escrit sagrat dels cinc talismans de la joia màgica o Wufujing. Ja era esmentat en el cànon de l'Escola Taiping i podria provenir d'un text talismànic utilitzat pels mags de la dinastia Han orientals, La suprema joia màgica.
El taoisme antic considera els seus textos sagrats com a coneixement transmès per éssers divins. Els cinc talismans no en són una excepció. El Yunji qiqian afirma que va ser lliurat a Ge Xuan per tres immortals seguint ordres de Laozi; Ge Xuan practicava el tao al mont Tiantai. Ell l'hauria transmès al seu deixeble Zheng Yin, que l'hauria fet arribar a Ge Hong, el seu propi deixeble, net de Ge Xuan. Però, de fet, és probable que circulés pel regne de Wu ja a l'època dels Tres Regnes, i que fos Ge Chaofu, net de Ge Hong, qui el va desenvolupar cap a finals de la dinastia dels Jin orientals. Aquest primer cànon Lingbao, estava compost de cinquanta-cinc fascicles.
Sota els Liu-Song (segle v), Lu Xiujing, reformador dels Mestres Celestials del sud, va estudiar aquest corpus i el va refondre, conservant trenta-cinc fascicles, dels quals tres s'han perdut. Amb l'excepció d'Els cinc talismans, els dos textos més importants són Els cinc capítols del llibre vermell (Chishu wupian 赤書五篇) i Els capítols superiors sobre la salvació il·limitada (Wuliang duren shangpin 無量渡人上品). Al segle vi, Song Wenming va redactar un important comentari dels textos Lingbao dels quals derivaria la part principal del cànon taoista. El cànon Lingbao va ser glossat fins al segle XV.

## Característiques
Durant els primers segles de la seva existència, s'enfoca de manera diferent a l'escola «rival» Shangqing, que proposa sobretot una pràctica individual basada en la meditació, la gimnàstica i la recitació del cànon, i recluta membres bàsicament en entorns fàcils. L'Escola Lingbao desenvolupa una base més ampla i concedeix més d'importància als ritus col·lectius i a la comunitat dels practicants. Deu aquesta característica, en part, a Lu Xiujing, que va codificar els rituals inspirant les reformes preconitzades pels Mestres Celestials. El seu objectiu era trobar en les diferents escoles la disciplina de l'Escola de les cinc mesures d'arròs de Hanzhong, i la seva intervenció va donar un gran impuls a aquesta via. L'escola és més coneguda pels seus talismans La influència del budisme Mahayana, visible en tots els corrents taoistes contemporanis, és particularment clara en l'Escola Lingbao; per exemple, s'observa en l'adopció del concepte de reencarnació, o els noms de divinitats que algunes provenen del sànscrit. Tanmateix, la majoria d'aquests manlleus són basats en una comprensió superficial o errònia dels conceptes budistes

### Rituals
Entre els rituals col·lectius, el més important és el zhai o «dejuni», una cerimònia precedida efectivament d'un dejuni col·lectiu i d'una purificació, que actualment encara porta la marca dels Mestres Celestials i de Lingbao. Els rituals comporten música, cants i danses; s'hi distingeix algun element extern perceptible per al públic, i un element intern que consisteix en la reproducció mental dels gestos pel mestre taoista al llarg de la seva execució Inicialment, s'agrupaven en tres categories: celestial, terrestre i humana. La primera comprèn els ritus del Registre d'or que servien per prevenir les calamitats, molt preuats pels emperadors i reservats a la família imperial fins a la fi dels Tang. Els ritus del Registre groc (Terra) són per al repòs dels difunts. Els ritus del Registre de jade, estaven destinats per a la salvació del gènere humà, i que posteriorment s'integraren en el Registre d'or.

### Meditació
Lingbao s'inspira en la meditació Shangqing, en particular del cunshen, una visualització de les divinitats contingudes a l'interior del cos, així com les recitacions de textos, però des d'una perspectiva diferent. La visualització no sorgeix tant d'un procés d'alquímia interna, sinó que esdevé un mitjà de controlar els pensaments negatius, i recitar el cànon evita de parlar malament i el compliment dels rituals zhai evita les males accions. Contribuir al be comú i ajudar un altre és també important per a la sublimació personal.

### Cosmologia i escatologia
En l'origen de l'univers hi ha un alè únic que dona lloc a l'ésser Pur original, el déu principal de l'escola. D'aquests últims emanen tres entitats anomenades Gemma celestial (Tianbaojun 天寶 君), Gemma màgica (Lingbaojun 靈寶 君) i Gemma divina (Shenbaojun 神 寶君). Aquestes són les fonts de les tres parts del cànon, dividides com les tres cistelles del cànon budista: Dadong, Dongxuan i Dongshen. Sota la influència del budisme, el número deu apareixia a l'estructura de l'univers, al mateix temps que hi havia trenta-dos nivells celestials. Distingien el món del desig, el de la forma i el món sense forma.
Lingbao reprèn el tema dels cicles apocalíptics després de la successió de les cinc fases, que sembla que és conegut per tots els altres moviments religiosos xinesos (Taiping, Shangqing). Al final de cada fase, apareix l'emperador corresponent, es produeixen cataclismes i només se salven els fidels, que queden resguardats per Xiwangmu en el seu refugi del mont Kunlun. Al final d'un període curt, caracteritzada per un excés de yin, la lluna provoca inundacions, les nou respiracions es renoven i els 10.000 emperadors canvien de rang. Al final d'un període llarg, caracteritzat per un excés de yang, els animals ferotges envaeixen la terra, el metall i les pedres es fusionen, el cel i la terra intercanvien els seus llocs.
Inspirats en el budisme, els seguidors de Lingbao van afegir a l'ideal de la immortalitat, el d'una bona reencarnació. Després de la mort, el cos experimenta una transformació alquímica al Palau de la tenebra suprema (nord) on es refina el yin, i en el Palau austral, on hi ha el yang.

### Déus
La divinitat principal de l'escola és el Venerable dels Orígens, que esdevindrà el primer dels Tres Purs. El panteó comporta igualment els Cinc Emperadors, associats als cinc elements, els emperadors dels tres mons (Cel, Terra i Humà) el Senyor Austral de la Longevitat, els Déus dels Inferns, els Reis Dracs, els Deu Salvadors Immortals i els Trenta-dos Emperadors Celestials.

## Evolució
A partir del segle VI apareixen moltes branques de les quals les principals són: Danyang, Dongming, Tongming, Yuyang, Yangjing, Donghua, Nanchang. Sota els Tang, l'escola Shangqing, més ben implantada dins l'aristocràcia, aconsegueix ser més influent dins la cort i manlleva elements a Lingbao, que comporta una conciliació de les pràctiques. A partir dels Song, el nou corrent Quanzhen esdevé predominant al nord del país, però Lingbao resta com una de les tres escoles més importants del sud. S'uniran sota els Yuan en el si del corrent Zhengyi, al qual Linbao sempre queda lligat. A l'illa de Taïwan, l'escola és sobretot present al comtat de Tainan.